# Samurai Shodown
Samurai Shodown (Samurai Spirits en Japón) es una franquicia de videojuegos de pelea de SNK. Es una de las sagas más populares de la compañía junto a Fatal Fury, The King of Fighters y Metal Slug.

## Historia y jugabilidad
Tokisada Amakusa es el líder de una rebelión ocurrida en Shimabara, Japón. Para su desgracia, Amakusa fue derrotado por el ejército del Shogun Tokugawa y ejecutado, pero su alma permaneció errante en la oscuridad. 150 años después, trasladándonos al siglo XVIII, Amakusa es resucitado por el dios de la oscuridad Ambrosia, usando para ello el cuerpo de Shinzo Hattori, para que le ayude a crear el caos en el mundo.
Su plan incluye usar la energía espiritual de la piedra "Palenque" de Green Hell, la villa de Tam Tam, para traer a Ambrosia al mundo de los mortales. Para ello, a través de un torneo de combates de espadas, convocó a los guerreros más poderosos del planeta, donde tras derrotarlos, les absorbería su energía y se la daría a Ambrosia, para que este se fortaleciera, y dominar el mundo.

### Cronología[1]
Según la cronología de Samurai Shodown V, aquí se muestra la cronología oficial:
- 1786: Samurai Shodown V (Special)
- 1787: Samurai Shodown (2019)
- 1788 (primavera y verano): Samurai Shodown (1993)
- 1788 (otoño): Samurai Shodown III
- 1788 (invierno): Samurai Shodown IV (Special)
- 1789 (primavera y verano): Samurai Shodown II
- 1789-1790: Samurai Shodown 64
- 1790 (otoño e invierno): Samurai Shodown 64: Warriors Rage
- 1791: Samurai Shodown: Edge of Destiny
- 1811: Samurai Shodown: Warriors Rage

## Juegos[2]
| Año  | Título                                | Plataforma(s)                                                            |
| ---- | ------------------------------------- | ------------------------------------------------------------------------ |
| 1993 | Samurai Shodown                       | Neo Geo AES/MVS, Neo Geo CD, Mega Drive, SNES, Sega Mega-CD, PlayStation |
| 1994 | Samurai Shodown II                    | Neo Geo AES/MVS, Neo Geo CD, PS                                          |
| 1995 | Samurai Shodown III: Blades of Blood  | Neo Geo AES/MVS, Neo Geo CD, PS, Sega Saturn                             |
| 1996 | Samurai Shodown IV: Amakusa's Revenge | Neo Geo AES/MVS, Neo Geo CD, PS, SS                                      |
| 1997 | Samurai Shodown 64                    | Hyper Neo Geo 64                                                         |
| 1998 | Samurai Shodown 64: Warriors Rage     | Arcade                                                                   |
| 1999 | Samurai Shodown: Warriors Rage        | PS1                                                                      |
| 2003 | Samurai Shodown V                     | Neo Geo AES/MVS, PS2, Xbox, PC                                           |
| 2004 | Samurai Shodown V Special             | Neo Geo AES/MVS                                                          |
| 2006 | Samurai Shodown VI                    | Arcade, PS2                                                              |
| 2008 | Samurai Shodown: Edge of Destiny      | Arcade, Xbox 360                                                         |
| 2019 | Samurai Shodown                       | PS4, Xbox One, Nintendo Switch, PC, Stadia, Arcade, Xbox series X/S      |

| Año       | Título                               | Plataforma(s)        |
| --------- | ------------------------------------ | -------------------- |
| 1997      | Samurai Shodown RPG                  | Neo Geo CD, PS, SS   |
| 1998      | Samurai Shodown!                     | Neo Geo Pocket       |
| 1999      | Samurai Shodown! 2                   | Neo Geo Pocket Color |
| 2001/2002 | Nakoruru: Ano Hito kara no Okurimono | PC, Dreamcast        |

| Año  | Título                             | Plataforma(s)                      |
| ---- | ---------------------------------- | ---------------------------------- |
| 2009 | Samurai Shodown Anthology          | PS2, PSP, Wii                      |
| 2020 | Samurai Shodown Neo Geo Collection | PS4, Xbox One, Nintendo Switch, PC |

| \| Año \| Título \| Plataforma(s) \| \| ---- \| --------------------------------------------------------------------------------------------------------------------------- \| ------------- \| \| 2005 \| Samurai Shodown Mobile Samurai Spirits -Makai Rinne Ki- (サムライスピリッツ－魔界輪廻記－) \| iMode Mobile \| \| 2005 \| Samurai Shodown Mobile II Samurai Spirits ~Shimensoka~ (侍魂～四面楚歌～) \| iMode Mobile \| \| 2006 \| Samurai Shodown Mobile III Samurai Spirits Tenka Musō Typing ~Makai Tenshō no Shō~ (侍魂天下無双タイピング～魔界転生の章～) \| EZweb Mobile \| \| 2014 \| Samurai Shodown Slash \| iOS, Android \| \| 2018 \| Samurai Shodown: The Legend of Samurai Samurai Spirits: Oborozuki Densetsu (サムライスピリッツ：朧月伝説) \| iOS, Android \| | |               |
| Año | Título | Plataforma(s) |
| 2005 | Samurai Shodown Mobile Samurai Spirits -Makai Rinne Ki- (サムライスピリッツ－魔界輪廻記－)                                  | iMode Mobile  |
| 2005 | Samurai Shodown Mobile II Samurai Spirits ~Shimensoka~ (侍魂～四面楚歌～)                                                   | iMode Mobile  |
| 2006 | Samurai Shodown Mobile III Samurai Spirits Tenka Musō Typing ~Makai Tenshō no Shō~ (侍魂天下無双タイピング～魔界転生の章～) | EZweb Mobile  |
| 2014 | Samurai Shodown Slash | iOS, Android  |
| 2018 | Samurai Shodown: The Legend of Samurai Samurai Spirits: Oborozuki Densetsu (サムライスピリッツ：朧月伝説)                   | iOS, Android  |

### Crossovers
| Año  | Título                                      | Plataforma(s)                          | Personajes de Samurai Shodown                              |
| ---- | ------------------------------------------- | -------------------------------------- | ---------------------------------------------------------- |
| 1995 | The King of Fighters 95                     | Game Boy                               | Nakoruru (personaje secreto)                               |
| 1999 | SNK vs. Capcom: The Match of the Millennium | Neo Geo Pocket Color                   | Haohmaru Nakoruru Rimururu (no jugable) Jubei (no jugable) |
| 2000 | The King of Fighters 2000                   | Arcade, Dreamcast, PS2                 | Nakoruru (striker)                                         |
| 2000 | SNK Gals' Fighters                          | Neo Geo Pocket Color, Nintendo Switch  | Nakoruru Shiki                                             |
| 2000 | Capcom vs. SNK Pro                          | Arcade, Dreamcast, PS                  | Nakoruru                                                   |
| 2001 | Capcom vs. SNK 2                            | Arcade, Dreamcast, PS2, Gamecube, Xbox | Haohmaru Nakoruru                                          |
| 2003 | SVC Chaos: SNK vs. Capcom                   | Arcade, PS2, Xbox                      | Earthquake Genjuro Shiki                                   |
| 2005 | Neo Geo Battle Coliseum                     | Arcade, PS2                            | Haohmaru Nakoruru Genjuro Asura Shiki                      |
| 2006 | KOF: Maximum Impact 2                       | PS2                                    | Hanzo Hattori                                              |
| 2007 | KOF: Maximum Impact Regulation A            | Arcade, PS2                            | Hanzo Hattori                                              |
| 2016 | The King of Fighters XIV                    | PS4, Taito Type X3, PC                 | Nakoruru                                                   |
| 2018 | SNK Heroines: Tag Team Frenzy               | PS4, Nintendo Switch, Arcade, PC       | Nakoruru                                                   |
| 2022 | The King of Fighters XV                     | PS4, PS5, Xbox Series X/S, PC          | Haohmaru Nakoruru Darli Dagger                             |

## Anime
- Samurai Shodown: La película (Samurai Shodown: The Motion Picture) ( en japonés : サムライスピリッツ 破天降魔の章, Samurai Spirits - Haten Kouma no Sho ?) (1994) - película basada en el primer juego.[3]
- Samurai Shodown 2 ( en japonés : サムライスピリッツ2 アスラ斬魔伝, Samurai Spirits 2: Asura-Zanmaden ?) (1999) - miniserie de dos OVAs.[4]
- Nakoruru ~The Gift From That Person~  ( en japonés : ナコルル〜あのひとからのおくりもの〜,  Nakoruru: Ano Hito kara no Okurimono?) (2002) - OVA de un solo episodio.[5]

## Personajes
A lo largo de los años desde el primer juego, los juegos de Samurai Shodown (excluyendo los derivados) han llegado a contar con más de 80 personajes jugables. Los más famosos incluyen a Haohmaru y Nakoruru, ambos considerados los personajes insignia de la serie. También están presentes personajes directamente inspirados en figuras históricas y que mantienen sus nombres, como Hattori Hanzō y Yagyū Jūbei.

### Saga 2D
| Nombre         | SS | SS2 | SS3 | SS4 | SS5 | SS5 Special | SS6 |
| -------------- | -- | --- | --- | --- | --- | ----------- | --- |
| Haohmaru       | Sí | Sí  | Sí  | Sí  | Sí  | Sí          | Sí  |
| Nakoruru       | Sí | Sí  | Sí  | Sí  | Sí  | Sí          | Sí  |
| Hanzo Hattori  | Sí | Sí  | Sí  | Sí  | Sí  | Sí          | Sí  |
| Jubei          | Sí | Sí  | No  | Sí  | Sí  | Sí          | Sí  |
| Tam Tam        | Sí | No  | No  | Sí  | No  | Sí          | Sí  |
| Genan Shiranui | Sí | Sí  | No  | No  | No  | No          | Sí  |
| Galford        | Sí | Sí  | Sí  | Sí  | Sí  | Sí          | Sí  |
| Earthquake     | Sí | Sí  | Sí  | Sí  | Sí  | Sí          | Sí  |
| Wanfu          | Sí | Sí  | Sí  | Sí  | Sí  | Sí          | Sí  |
| Ukyo           | Sí | Sí  | Sí  | Sí  | Sí  | Sí          | Sí  |
| Charlotte      | Sí | Sí  | Sí  | Sí  | Sí  | Sí          | Sí  |
| Kyoshiro       | Sí | Sí  | Sí  | Sí  | Sí  | Sí          | Sí  |